# Dennis Rader
 Dennis Rader, znany jako BTK, Dusiciel BTK lub Dusiciel z Wichity (ur. 9 marca 1945) – amerykański seryjny morderca. Pomiędzy rokiem 1974 a 1991 zabił 10 osób w Wichicie, w stanie Kansas.
Pseudonim "BTK" został wymyślony przez samego mordercę. Skrót ten pochodzi od słów "Bind, Torture, Kill" (pol. "Skrępować, Torturować, Zabić"), które określały jego modus operandi.

## Życiorys
Rader urodził się w 1945 jako najstarszy spośród czterech braci. Był synem Williama Elvina i Dorothei Mae Rader. Dorastał w Wichicie, gdzie ukończył szkołę średnią. W latach 1965–1966 uczęszczał do Kansas Wesleyan University, a potem spędził 4 lata (1966–1970) w lotnictwie wojskowym.
Kiedy wrócił do Stanów, przeprowadził się do Park City, miejscowości na przedmieściach Wichity. Pracował jako rzeźnik w supermarkecie, w którym zatrudniona była również jego matka. 22 maja 1971 ożenił się z Paulą Dietz, z którą miał dwójkę dzieci. Ukończył Butler County Community College w El Dorado. W tym samym czasie zapisał się na Wichita State University (wydział administracji); studia ukończył w 1971.
Od 1972 do 1973 Rader był zatrudniony jako monter w firmie produkującej sprzęt turystyczny. Od listopada 1974 do zwolnienia w lipcu 1988 pracował w firmie, która sprzedawała i instalowała systemy alarmowe – przypuszcza się, że właśnie tam nauczył się, jak zneutralizować system alarmowy.
W 1991 Rader zatrudnił się jako inspektor służb miejskich w departamencie prawnym Park City, gdzie zajmował się różnymi drobnymi sprawami: mieszkaniowymi, zwierzętami itp. Sąsiedzi stwierdzili o nim, że czasem jest nadgorliwy i nazbyt surowy; jeden z nich narzekał, że Rader uśpił jego psa bez powodu.
Rader przez ok. 30 lat był członkiem luterańskiej kongregacji, był także przewodniczącym rady parafialnej.

## Ofiary
Na liście ofiar Dennisa Radera znaleźli się:
| Imię i nazwisko   | Płeć | Wiek | Data morderstwa  | Przyczyna śmierci               | Narzędzie zbrodni  |
| ----------------- | ---- | ---- | ---------------- | ------------------------------- | ------------------ |
| Joseph Otero      | M    | 38   | 15 stycznia 1974 | Uduszenie                       | Plastikowa torba   |
| Julie Otero       | K    | 33   | 15 stycznia 1974 | Uduszenie                       | Lina               |
| Joseph Otero, Jr. | M    | 9    | 15 stycznia 1974 | Uduszenie                       | Plastikowa torba   |
| Josephine Otero   | K    | 11   | 15 stycznia 1974 | Powieszenie                     | Lina               |
| Kathryn Bright    | K    | 21   | 4 kwietnia 1974  | 11 ciosów nożem w tułów i plecy | Nóż                |
| Shirley Vian      | K    | 24   | 17 marca 1977    | Uduszenie                       | Lina               |
| Nancy Fox         | K    | 25   | 8 grudnia 1977   | Uduszenie                       | Pasek              |
| Marine Hedge      | K    | 53   | 27 kwietnia 1985 | Uduszenie                       | Ręce               |
| Vicki Wegerle     | K    | 28   | 16 września 1986 | Uduszenie                       | Nylonowa pończocha |
| Dolores E. Davis  | K    | 62   | 19 stycznia 1991 | Uduszenie                       | Rajstopy           |

Rader próbował również zamordować Kevina Brighta, który – dwukrotnie postrzelony – zdołał uciec w czasie, kiedy zabójca był zajęty mordowaniem jego siostry.

## Sposób działania
Rader pisał o swoich ofiarach jako "projektach". Swoje narzędzia zbrodni (pistolet, taśma, lina, kajdanki) trzymał w torbie na kręgle, mówił o nich "hit kit". Nie zapominał również o ubraniach, w które przebierał się przed dokonaniem morderstwa.
Aby uspokoić swoje ofiary, udawał gwałciciela, który chce tylko zaspokoić swoje fantazje seksualne. Wiele ofiar słysząc to, zgadzało się wypełniać jego polecenia, sądząc, iż po zgwałceniu napastnik pozostawi je w spokoju. Rader krępował, torturował i zabijał swoje ofiary. Dusił je, aż traciły przytomność, a następnie czekał, aż się ockną, aby ponownie zacząć je dusić. Ten rytuał powtarzał wielokrotnie, zmuszając ofiarę do wielokrotnego ocierania się o śmierć. Po uśmierceniu ofiary masturbował się nad zwłokami, pozostawiając swoje nasienie na jej bieliźnie.

## Listy
Rader rozsławił się dzięki wysyłanym przez siebie listom do policji i gazet. W latach 1974–1979 pojawiło się kilka komunikatów od BTK. Pierwszy list, ukryty w książce o inżynierii w bibliotece publicznej w Wichicie w październiku 1974, opisywał szczegóły zabójstwa rodziny Otero w styczniu poprzedniego roku. W lutym 1978 zabójca wysłał kolejny list do stacji telewizyjnej KAKE w Wichicie, w którym przyznał się do zamordowania rodziny Otero, Shirley Vian, Nancy Fox oraz niezidentyfikowanej ofiary (przypuszczalnie Kathryn Bright). W liście przedstawiał się wieloma imionami, łącznie z tym, które do niego przylgnęło: BTK. Domagał się większej uwagi ze strony mediów i oświadczył, że Wichita doczekała się seryjnego mordercy na dużą skalę. Pytał, ile osób ma jeszcze zabić, aby dostać jakiś przydomek. Podał nawet policji kilka swoich propozycji, np. "Dusiciel z Wichity". Był to dowód jego narcystycznego podejścia. Do listu dołączony był wiersz zatytułowany "Śmierć Nancy". Zapowiadał również kolejne morderstwa.
W czerwcu 1979 morderca wysłał dwie identyczne przesyłki: jedną do niedoszłej ofiary, nieobecnej w domu w chwili włamania, oraz drugą – do telewizji KAKE. W przesyłkach znalazł się kolejny wiersz, "Anno, dlaczego nie przyszłaś", opisujący zaplanowaną zbrodnię, a także kilka drobnych przedmiotów ukradzionych z domu pani Williams. Prawdopodobnie Rader czekał kilka godzin na Annę Williams w jej domu, nieświadomy, że udała się ona do swojej siostry na cały wieczór.
Po tych wydarzeniach morderca zaprzestał swoich działań, a ponieważ było to niezgodne ze wzorem zachowań seryjnych morderców, uważano, że przebywa w więzieniu, przeprowadził się lub zmarł. Mimo to nie zaprzestano ścigania go. W 1983 powołano specjalną grupę dochodzeniową, która przez trzy lata prowadziła zakrojone na szeroką skalę śledztwo, przy wykorzystaniu nowych, jak na owe czasy, technik: prowadzono analizy DNA, utworzono bazę danych osób mogących mieć jakikolwiek związek z morderstwami itd.
W 1988, po morderstwach trzech osób z rodziny Fagerów w Wichicie, pojawił się kolejny list od osoby podającej się za BTK, w którym autor zaprzeczył, jakoby popełnił tę zbrodnię. Jednocześnie wyraził uznanie dla sprawcy zabójstwa. Nie potwierdzono, czy list był faktycznie napisany przez prawdziwego BTK, choć zdaniem policji nie był on odpowiedzialny za to morderstwo.
W marcu 2004 rozpoczęła się seria komunikatów przesyłanych przez BTK, które doprowadziły do jego aresztowania w lutym 2005. Gazeta "The Wichita Eagle" otrzymała list, nadawca podpisał się jako Bill Thomas Killman (inicjały BTK). Autor listu twierdził, że 16 września 1986 zamordował Vicki Wegerle. Aby to potwierdzić, dołączył kserokopię zdjęć wykonanych na miejscu zbrodni, oraz jej prawo jazdy, które skradł w chwili morderstwa.
W maju 2004 telewizja KAKE otrzymała list zawierający łamigłówkę słowną. W czerwcu tegoż roku znaleziono kolejną przesyłkę, przymocowaną do znaku drogowego w Wichicie, zawierającą opisy zabójstw członków rodziny Otero. W lipcu we wrzutni biblioteki publicznej znalazła się przesyłka, zawierająca jeszcze dziwniejsze materiały, w tym przyznanie się przez BTK do zamordowania dziewiętnastoletniego Jake'a Allena w Argonii w stanie Kansas, w tym samym miesiącu. To stwierdzenie okazało się nieprawdą, gdyż ustalono, że chłopak popełnił samobójstwo.
W październiku 2004 do skrzynki firmy kurierskiej UPS wrzucono kopertę, zawierającą zdjęcia ze scenami przemocy i krępowania dzieci. W kopercie znajdował się również wiersz, zawierający groźby pod adresem głównego detektywa prowadzącego śledztwo, porucznika Kena Landwehra, oraz fikcyjną autobiografię mordercy, prezentującą liczne szczegóły z jego życia. Szczegóły te zostały później ujawnione publicznie, jako potencjalnie prawdziwe. Głównym jednak celem policji było sprowokowanie zabójcy do dalszej komunikacji w nadziei, że popełni on w końcu jakiś błąd.
W grudniu 2004 policja w Wichicie otrzymała następną przesyłkę od BTK. Tym razem paczka została podrzucona w miejskim parku. Znaleziono w niej prawo jazdy Nancy Fox, które zostało skradzione z miejsca zbrodni, a także lalkę z charakterystycznie skrępowanymi rękami i nogami oraz głową owiniętą w foliową torbę. W styczniu 2005 Rader podrzucił pudełko po płatkach zbożowych w samochodzie na parkingu sklepu Home Depot w Wichicie, jednak zostało ono wyrzucone do śmieci przez właściciela pojazdu. Później zostało odzyskane ze śmietnika po tym, jak Rader w kolejnej wiadomości zapytał o jego los. Po obejrzeniu taśmy wideo z systemu ochrony parkingu ustalono, że osoba, która podrzuciła pudełko, poruszała się ciemnym jeepem cherokee.
W lutym 2005 telewizja KAKE otrzymała pocztówki, zaś poza miastem znów podrzucono pudełko po płatkach, zawierające kolejną skrępowaną lalkę symbolizującą morderstwo jedenastoletniej Josephine Otero. Morderca pytał policję, czy jeśli zapisze swoją wiadomość na dyskietce, zostanie ona wyśledzona czy nie. Policja za pomocą ogłoszenia prasowego na łamach lokalnej gazety odpowiedziała, że nie mają takiej możliwości. 16 lutego Rader przesłał dyskietkę do stacji telewizyjnej FOX w Wichicie. Ekspertyza zawartości dyskietki szybko wykazała, że była ona wcześniej używana w kościele luterańskim w Wichicie, odnaleziono też imię Dennis. Ustalono, że niejaki Dennis Rader był przewodniczącym rady kościelnej. Okazało się również, że jest on właścicielem takiego samego samochodu, jak na nagraniu z kamery przemysłowej. To były jednak tylko poszlaki; ostatecznego dowodu dostarczyła analiza DNA, które zostało pobrane od córki Radera. Mężczyznę aresztowano 25 lutego 2005 roku.
Po aresztowaniu Rader zeznał, że powody wznowienia jego aktywności w 2004 były różne, m.in. było to związane z wydaniem książki Roberta Beattiego "Koszmar w Wichity: Polowanie na Dusiciela BTK". Po jej publikacji morderca postanowił opowiedzieć swoją historię własnymi słowami. Stwierdził również, że był nieco znudzony – jego dzieci dorosły i miał znacznie więcej czasu niż wcześniej.
18 sierpnia 2005 Dennis Rader został skazany na 10-krotną karę dożywotniego więzienia, w praktyce bez możliwości ubiegania się o wcześniejsze zwolnienie. Uniknął kary śmierci, ponieważ popełniał swoje zbrodnie przed 1994 rokiem, w którym to przywrócono stosowanie tej kary w Kansas.